# الهلالي سلالم (مسلسل)
الهلالي سلالم، سيت كوم مصري عرض في رمضان 1433هـ/2012م.

## قصة المسلسل
تدور الأحداث في إطار كوميدي حول أحد الأشخاص الذي يحاول إصلاح نفسه والتخلص من عيوبه باستمرار.

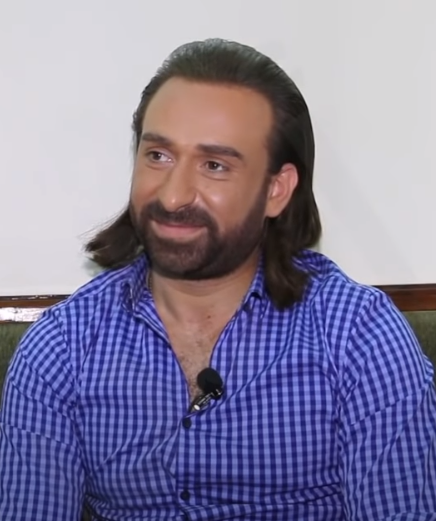
نضال الشافعي في دور الهلالي سلالم

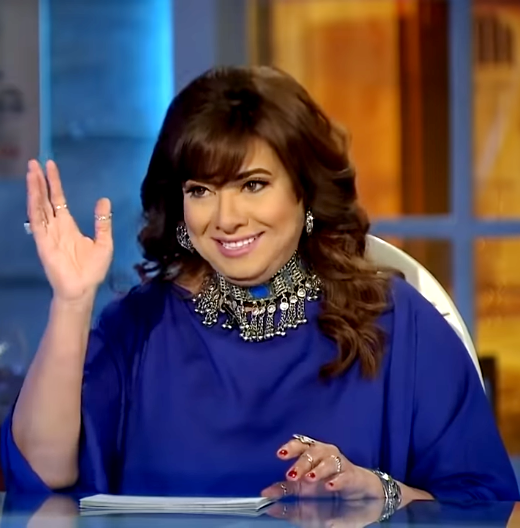
نشوى مصطفى

## الممثلون
- نضال الشافعي
- منة فضالي
- مدحت تيخا
- صفاء جلال
- سعيد طرابيك
- علاء زينهم
- ليلي احمد زاهر